# Бурега, Валерий Васильевич
Валерий Васильевич Бурега (укр. Валерій Васильович Бурега; 20 октября 1951, Александрия, Кировоградская область — 27 января 2021, Харьков) — украинский учёный, доктор социологических наук, кандидат психологических наук, профессор, Заслуженный работник образования Украины, полковник Вооруженных сил Украины.
Член правления Социологической ассоциации Украины, руководитель Донецкой областной организации, член Президиума Социологической ассоциации Украины (2004—2020), академик Академии высшей школы Украины, академик Экономической академии наук Украины, академик Евразийской академии административных наук (Россия), член Ассоциации психологов Украины.
Социолог, психолог.

## Биография
Валерий Васильевич Бурега родился 20 октября 1951 года в городе Александрия Кировоградской области Украинской ССР.
После окончания школы № 49 в г. Горловка Донецкой области, в 1968—1969 гг. работал слесарем подземной автоматики на шахте им. М. И. Калинина (г. Горловка).
В 1969 году поступил и в 1973 году окончил с отличием Курганское высшее военно-политическое авиационное училище.
В 1973—1979 годах служил на офицерских должностях в Вооруженных силах СССР (Забайкальский военный округ, г. Чита).
В 1979 году поступил и в 1982 году окончил с отличием Военно-политическую академию им. В. И. Ленина, педагогический факультет, специализация «Психология и педагогика» (г. Москва).
В 1982—1993 годах служил на преподавательских и командных должностях в Донецком высшем военно-политическом училище инженерных войск и войск связи (Украина).
В сентябре-ноябре 1986 года принимал непосредственное участие в ликвидации последствий аварии на Чернобыльской АЭС.
В 1989 году окончил адъюнктуру по кафедре военной и социальной психологии Военно-политической академии им. В. И. Ленина (г. Москва).
В 1989 году защитил кандидатскую диссертацию на тему «Профессиограмма ротного политработника: научно-психологические основы разработки её содержания и применения» (присуждена ученая степень кандидата психологических наук).
В 1991 году — основатель и начальник, одной из первых в высших военно-учебных заведениях СССР, кафедры социальной и военной психологии в военно-политическом училище, последняя занимаемая должность в Вооруженных силах Украины — заместитель начальника Донецкого высшего военного училища инженерных войск и войск связи — начальник социально-психологической службы (1991—1993 годы).
С 1992 года — доцент, а в 1997 году присвоено научное звание — профессор.
В 1993—2013 годах — первый проректор — проректор по учебной работе, основатель и заведующий кафедрой социально-гуманитарных дисциплин, основатель и заведующий первой на Украине кафедры социологии управления (с 2004 года) в Донецком государственном университете управления.
В 2003 году защитил докторскую диссертацию на тему «Социально-адекватный менеджмент: концептуализация модели» (присуждена ученая степень доктора социологических наук);
В 2014—2020 годах — заведующий кафедрой социологии и политологии в Национальном техническом университете «Харьковский политехнический институт», а с июня 2020 года — профессор этой же кафедры. Был профессором кафедры прикладной социологии и социальных коммуникаций социологического факультета Харьковского национального университета имени В. Н. Каразина.
Валерий Васильевич Бурега скончался 27 января 2021 года в городе Харькове.

## Научная деятельность
Автор концепции социально-адекватного управления в области теории социологии; создатель общей теории террора; основатель первой на Украине и странах СНГ научной школы социологии государственного управления; в психологической профессиографии — разработчик теоретических основ и методики создания базовой профессиограммы специалиста в области управления.
Под его научным руководство защищено 13 кандидатских и 2 докторских диссертации по социологии и государственному управлению.

## Основные труды в социологии
Автор свыше 260 научных работ. Основные монографии:
- Философия управления /А. В. Алехин, В. В. Бурега, С. Ф. Поважный, Л. В. Алехина : монография. — Донецк : ДонГАУ, 1999. — 234 с.
- Бурега В. В. Менеджмент: этносоциальный аспект : монография / В. В. Бурега. — К. : Ин-т социологии НАН Украины, 1999. — 146 с.
- Бурега В. В. Социально-адекватный менеджмент : монография / В. В. Бурега. — К.: Ин-т социологии НАН Украины, 2000.- 379 с.
- Бурега В. В. Управленческая деятельность: теория и практика профессиографического исследования : монография / В. В. Бурега. — Донецк: ИЭП НАН Украины, 2000.- 139 с.
- Бурега В. В. Социально-адекватный менеджмент. В поисках новой парадигмы : монография / В. В. Бурега. — К. : Академия, 2001. — 272 с.
- Бурега В. Социально-адекватное управление : монография / В. В. Бурега. — Донецк : Норд Компьютер, 2005. — 170 с.
- Бурега В. В. Общая теория террора : монография / В. В. Бурега. — Донецк : ДонГУУ, 2008. — 132 с.
- Регенерация населения Украины: сценарий будущего: монография / М. М. Шутов , В. В. Бурега , С. М. Вовк . — Донецк: ВИК, 2010. — 205 с.
- Бурега В. В. Социология государственного управления: монография / Бурега В. В. — Донецк: ООО «Східний видавничий дім», 2012. — 167 с.

## Премии и награды
- Почётное звание «Заслуженный работник образования Украины»;
- орден Богдана Хмельницкого III степени;
- Медаль «За отличие в воинской службе» I степени;
- Медаль «За безупречную службу» I, II и III степени;
- Орден «За мужество, честь и гуманность»;
- Медаль «Ветеран Чернобыля»;
- Медаль «За заслуги»;
- Медаль «Ликвидатор»;
- Почётные знаки отличия за участие в ликвидации последствий аварии на ЧАЭС (Союз «Чернобыль — Украина»);
- Почётные знаки Министерства образования Украины:
  - Нагрудный знак МОН Украины «Отличник образования»,
  - Нагрудный знак МОН Украины «За научные достижения» (укр. Нагрудний знак «За наукові досягнення»),
  - Нагрудный знак МОН Украины «Пётр Могила» (укр. Нагрудний знак «Петро Могила»);
- Четыре почётные грамоты Министерства образования и науки Украины;
- Почётная грамота и почётный знак Донецкого областного совета;
- Три почётные грамоты Донецкой областной государственной администрации;
- Стипендия имени В. Н. Каразина Харьковской областной государственной администрации за исследования в социально-економической сфере.